# Rejon czeczelnicki
Rejon czeczelnicki – jednostka administracyjna w składzie obwodu winnickiego Ukrainy.
Powstał w 1966. Ma powierzchnię 760 km² i liczy około 27 tysięcy mieszkańców. Siedzibą władz rejonu jest Czeczelnik.
W skład rejonu wchodzą 1 osiedlowa rada oraz 15 silskich rad, obejmujących 21 wsi.

## Miejscowości rejonu
- (Анютине)
- (Берізки-Чечельницькі)
- Biały Kamień (Білий Камінь)
- (Бондурівка)
- (Бритавка)
- Czeczelnik (Чечельник)
- (Червона Гребля)
- Demówka (Демівка)
- (Дохно)
- (Каташин)
- (Куренівка)
- (Любомирка)
- Łuhy (Луги)
- (Новоукраїнка)
- Olhopol (Ольгопіль)
- (Рогізка)
- (Стратіївка)
- (Тарасівка)
- (Тартак)
- Wasylówka (Василівка)
- Wierbka Czeczelnicka (Вербка)
- (Жабокричка)